# 蘭德馬爾克峰
79°10′S 85°40′W / 79.167°S 85.667°W
蘭德馬爾克峰是南極洲的山峰，位於埃爾斯沃思地，屬於埃爾斯沃思山脈中赫里蒂奇嶺的一部分，海拔高度1,840米，現時由南極條約體系管理。